# 아구스타웨스틀랜드 AW159
아구스타웨스트랜드 AW-159(AgustaWestland AW-159 Wildcat) 또는 퓨처링크스(Future Lynx) 혹은 링크스 와일드캣(Lynx Wildcat)은 이탈리아 아구스타웨스트랜드가 기존의 슈퍼링크스를 개량한 다목적 군용 헬리콥터이다. 링크스를 개량하여 슈퍼링크스가 되었고, 다시 이를 개량하여 퓨처링크스가 되었다. AW159(와일드캣)은 2009년 초도비행을 했으며, 2014년 영국 육군, 2015년 영국 해군에 실전배치 되었다. 또한 2013년 한국의 해상작전헬기 도입사업에서도 시호크를 이기고 낙찰되어 2016년 내로 8대를 인도하게 된다.

## 역사
월남전에 유명한 미국 육군의 4.3톤 8인승 UH-1 휴이 헬기를 모방해 영국 해군은 4.7톤 8인승 링크스 헬기를 개발했다. 4.7톤 링크스 헬기를 업그레이드한 5.3톤 웨스틀랜드 링스|슈퍼링크스 헬기를, 다시 6톤 와일드캣으로 업그레이드했다.
- UH-1 이로쿼이 휴이,  미국, 실전배치 1959년, 무게 4.3톤, 8인승, 단발엔진, 월남전에서 유명해짐
- UH-1N 트윈휴이,  미국, 실전배치 1970년, 무게 4.7톤, 8인승, 쌍발엔진
- 링크스,  영국, 실전배치 1978년, 무게 4.7톤, 8인승, 쌍발엔진
- 슈퍼링크스,  영국, 무게 5.3톤, 8인승, 쌍발엔진
- UH-1Y 베놈 슈퍼휴이,  미국, 실전배치 2008년, 무게 8.3톤, 8인승, 쌍발엔진
- 링크스 와일드캣,  영국, 실전배치 2015년, 무게 6톤, 4인승, 쌍발엔진

## 미사일
AW159에는 현재 탈레스사에서 개발중인 경량 다목적 미사일(LMM) 대전차미사일을 장착할 예정이다. LMM 대전차 미사일은 레이저유도 무게 13 kg 사거리 8km으로, 이스라엘의 스파이크 미사일, LAHAT과 동일한 사양이다. 무게만으로 보면 메티스엠과 같다. 50 kg인 헬파이어 보다 작다.
2020년 시 베놈 대함미사일을 장착할 계획이다.

## 실전배치

### 영국
영국 육군이 34대, 영국 해군이 28대의 와일드캣을 주문했다.

### 대한민국
대한민국 해군이 북한군 잠수함 위협에 대응하기 위해 해상작전헬기 도입사업을 추진, 6,000억여원을 투입해 아구스타웨스트랜드(AW)사(핀매카니카의 헬기 사업부) 와일드캣 총 8대를 2016년 도입한다. 당초 와일드캣 헬기는 2015년 말 납품 예정이었으나, 성능 미달 문제로 우리군의 수락검사를 제때 통과하지 못해 납기일을 지연하였으며 이에 대한 지체상금을 우리군이 배상받게 된다. 납기일을 못 지켜서 내게 될 지체상금은 지체일수에 물품 가격의 0.15%를 곱한 금액을 방위사업청에 지급하도록 계약 명기 되어있다.
이 해상작전헬기 도입경쟁시 미국 시콜스키사의 MH-60R 시호크와 경쟁했으며, 시콜스키는 6톤 와일드캣의 대잠 작전 비행시간이 38분으로, 10톤 MH-60R의 3시간 20분에 크게 못 미친다고 주장하였으나 2016년 2월 영국 요빌에서 진행된 해군의 와일드캣 수락검사에서 소나를 장착하고 3시간 이상 날아 군작전요구성능 ROC 2시간 40분을 충족했다. 또한 소나와 청상어 어뢰 1발 장착 시 2시간 이상, 소나와 청상어 어뢰 2발을 장착 시 1시간 이상 비행이 가능한 것으로 확인이 되었다. "와일드캣은 청상어 어뢰를 달고 40분도 못 난다"는 유언비어가 광범위하게 유포되었었다. 무게 280kg인 청상어 어뢰는 230kg인 미국 마크 46 어뢰 보다 무겁지만, 사거리가 19km로 미국 11km 보다 길다.
수락검사 결과 통과한 와일드캣 1차분 4대가 2016년 6월13일 도입되어 대한민국 해군에 인도되었다.
도입된 와일드캣에는 무엇보다 헬기 최초로 유일하게 AESA(능동위상배열) 레이다가 장착되어있다.
도입되는 와일드 캣의 에이사 레이다는 영국 셀렉스사 시스프레이(SEASPRAY)7000E 멀티-모드 서벨리언스 모델로, 셀렉스는 핀매카니카의 레이다 관련 사업부다. 시스프레이 7000E를 장착한 에이사 레이다(와일드 캣의 아래턱 하단부에 달려있는 둥글고 넓적한 통)의 최대 탐지능력 반경은 370km이고, 정보처리 속도는 기계식 레이다보다 1,000배 이상으로 적 표적을 탐지, 추적, 대응하는 능력이 있다. 우리해군 이지스함의 이지스 레이다에 준하는 고성능 레이다로 370km 범위(360도) 내에서는 더 멀리서 보다 더빠르게 더 정밀하게 적을 찾아주므로서 신속 정밀한 타격 섬멸작전까지도 전개가 가능하다.
대한민국 해군의 작전요구에 맞게 디핑소나외에도, 광역 대잠감시에 유용한 소나부이(Sonobuoy)를 추가적으로 장착할 예정이다. 또한 절충교역을 통해 소나 설계와 체계통합기술 등 선진 핵심기술을 이전 받게되며 습득된 기술을 바탕으로 향후 수리온 헬기를 개조한 한국형 해상작전헬기를 개발할 예정이다.

## 에이사 레이다
와일드캣은 시스프레이 7000E 레이다를 탑재하고 있다.

### 시스프레이 7000E의 제원
- 레이다 종류 : 전자식 에이사 (AESA 레이다)
- 탐지거리 : 370.4km
- 주파수 : X 밴드
- 탐지방향 : 360도
- 동시추적 표적 : 200개
- 평균 고장간격 : 2000시간
- 중량 : 86.2kg (안테나와 프로세서)

### 탐지거리
- 기본 탐지거리 : 370km
- 지상/해상 감시(SAR) : 200km

## 제원 (AW159)
일반 특성
- 승무원: 2명
- 탑승자: 5명, 기관포 사수 포함

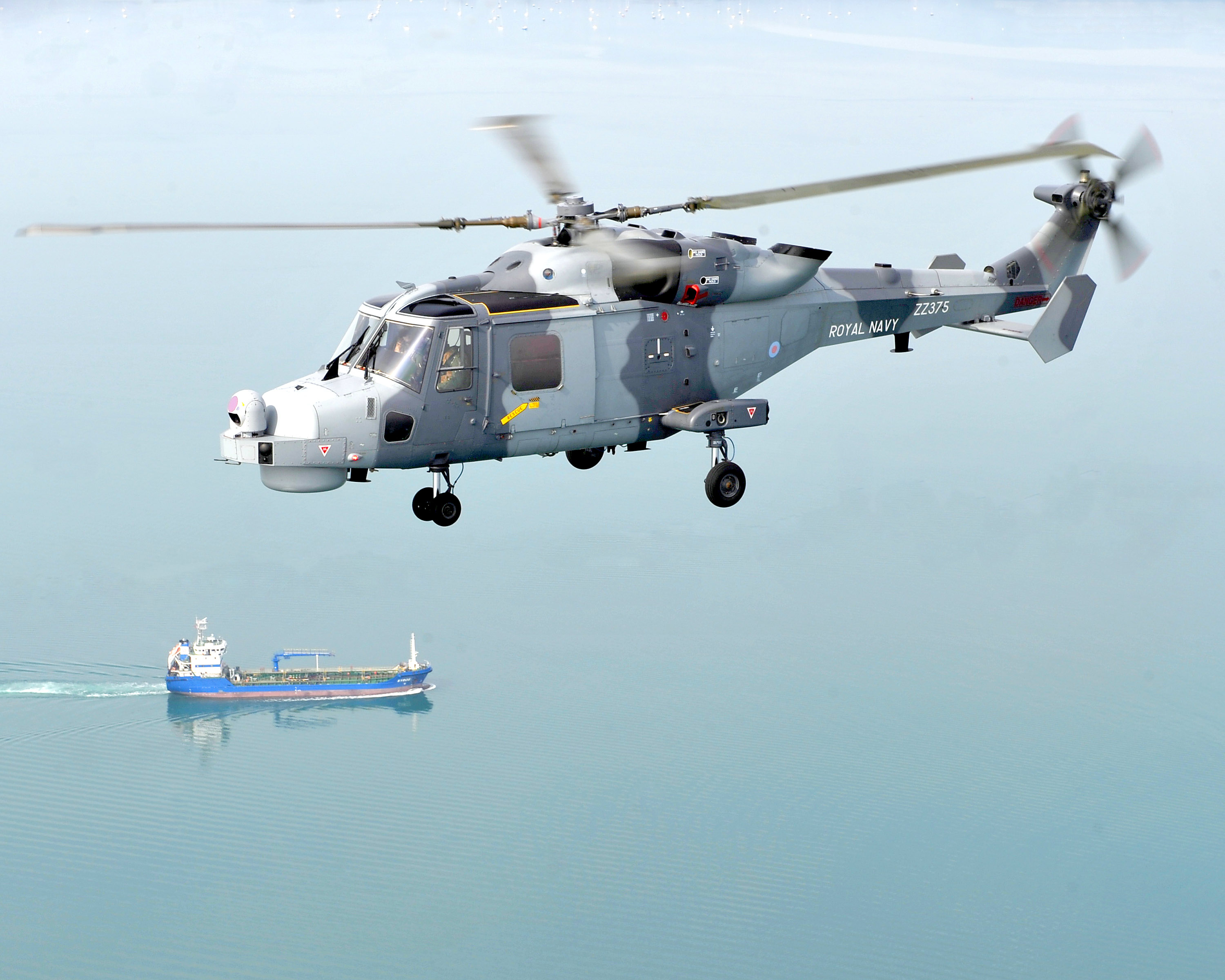
2014년 영국 해협을 비행중인 와일드캣 HMA2

- 길이: 15.24 m (50 ft 0 in)
- 높이: 3.73 m (12 ft 3 in)
- 최대이륙중량: 6,000 kg (13,228 lb)
- 엔진: 2 × LHTEC CTS800-4N turboshaft, 1,015 kW (1,361 마력) 각각
- 메인 로터 직경: 12.8 m (42 ft 0 in)
- 메인 로터 면적: 128.7 m2 (1,385 sq ft)

성능
- 최고속도: 311 km/h (193 mph; 168 kn)
- 거리: 777 km (483 mi; 420 nmi)
- 순항거리: 963 km (598 mi; 520 nmi)
- 비행지속시간: 2 시간 50 분 (4 시간 30 분, 외부연료탱크)

무장
- 기관포:
  - FN MAG (육군)
  - 브라우닝 M3M (해군)
- 공대지 미사일 시스템:
  - 20× Thales Martlet 경량 다목적 미사일(LMM)
  - 4× MBDA 시 베놈 대함 미사일, 배수량 1,000 톤 선박까지 파괴할 수 있다.
  - 4× MBDA 시 스쿠아 대함 미사일
  - 2× 스팅 레이 어뢰, 청상어 어뢰, 폭뢰

## 같이 보기
- 웨스틀랜드 링스/슈퍼링크스
- SH-60 시호크
- KUH-1 수리온
- 수리온 해상작전헬기
- IAR-330
- 아구스타웨스틀랜드 AW139